# Parafia Przemienienia Pańskiego w Wasilkowie
Parafia pw. Przemienienia Pańskiego w Wasilkowie – rzymskokatolicka parafia należąca do dekanatu Wasilków, archidiecezji białostockiej, metropolii białostockiej. 

## Historia parafii
Parafia została erygowana w roku 1566. Obecna świątynia parafialna pochodzi z końca XIX wieku i jest zbudowana w stylu neobarokowym.

## Miejsca kultu

### Kościół parafialny
- Kościół pw. Przemienienia Pańskiego w Wasilkowie

### Kościoły filialne i kaplice
- Kaplica pw. Dzieciątka Jezus w zakonie Sióstr św. Teresy od Dzieciątka Jezus w Wasilkowie

## Zasięg parafii
W granicach parafii znajdują się ulice Wasilkowa: 

- Chabrowa,
- Dąbrowskiej,
- Dmowskiego Grodzieńska (nieparzyste od 59, parzyste od 50),
- Grzybowa,
- Kościelna (parzyste od 14, nieparzyste od 35),
- Konopnickiej,
- Krucza,
- Krzywa,
- Lisia,
- 11 Listopada,
- Łąkowa,
- Olszowa,
- Piaskowa,
- Podleśna,
- Polna,
- Projektowana,
- Prosta,
- Prusa,
- Rolna,
- Równoległa,
- Słowackiego,
- Sportowa,
- Supraślska,
- Ukośna,
- Żurawia,
- Żwirowa